# Elizabeta Báthory
Grofica Elizabeta Bathory (Báthory Erzsébet na mađarskom, Alžběta Báthoryová na češkom, Alžbeta Bátoriová(-Nádasdy) na slovačkom, Elżbieta Batory na poljskom) rođena je 1560. u jednoj od najstarijih i najbogatijih obitelji u Nyirbatoru, Mađarskoj. Imala je puno moćnih rođaka; kardinala, princezu i bratića koji je bio ugarski premijer. Najpoznatiji pripadnik obitelji Báthory bio je poljski kralj Stjepan (1575. – 1586.)
Nadimci su joj: Krvava grofica, Bloody Lady of Čachtice, Lady Dracula itd.

## Život

### Raniji život
Elizabeta Báthory je rođena u Mađarskoj 1560. Bila je kći baruna i barunice Jurja i Ane Báthory. Već u ranoj dobi razboljela se od jedne vrste epilepsije. Osjetljivo dijete trebalo je pažnju, no majka se nije bavila njome. Sva je briga prepuštena dadiliji koja joj je u svemu povlađivala i ugađala.

### Brak i život nakon smrti muža
Elizabeta i grof Franjo Nadasdy bili su obećani jedno drugom od njezine jedanaeste. Udala se za njega 8. svibnja 1575. godine, kad je ona imala 15, a on 20 godina. Zadržala je svoje prezime dok je Franjo svoje promijenio u Bathory. Zajedno su živjeli u dvorcu Csejthe u Mađarskoj. Grof Nadasdy (sada Nadasdy-Bathory) puno je vremena provodio u ratovima zaradivši nadimak "Crni heroj". Dok je grof ratovao, Elizabeta se upoznala s okultnim preko sluge Thorka.

Elizabeth je bila žena iznimne ljepote. Njezina duga crna kosa bila je u kontrastu sa svjetlim tenom. No, bila je iznimno tašta i narcisoidna što ju je nerijetko vodilo do novih dubina perverzije. Provodila je dane ispred velikog zrcala koje je dala dizajnirati posebno za sebe. Da bi joj bilo što udobnije, pošto je provodila sate pred ogledalom, imala je posebne naslone za ruke da se ne bi umorila. Erzsebet je rodila tri kćeri izuzev one nezakonite: Annu, Orsiku (Ursulu, Orsolyu), Kato (Katherinu, Katalin) i jednog sina Paula.

Mlada grofica je čak pobjegla s tamnim slugom, ali se brzo vratila, a Ferenz joj je oprostio. U to je vrijeme već počela mučiti sluškinje uz pomoć svoje stare dadilje Iloone. Tamnim su se obredima pridružili i domar Ivan Ujvary, sluga Thorko i dvije vještice Darvula i Dorottya.

Prijelomni trenutak u razbuktavanju njene poremećenosti bio je kad je kao mala prisustvovala izvršenju smrtne kazne nad Ciganinom optuženim za izdaju – rasporili su jednom konju trbuh i ušili nesretnika unutra. Okrutnost tog čina nije je dirnula, naprotiv – shvatila je da može raditi što želi s onima koji nisu plemićkog roda.

1604. godine grof Ferencz umire i legenda o Elizabeti Bathory počinje bivati stvarnost. Grofica je bila lijepa i tašta i starenje ju je plašilo više od svega. Jednog je jutra sluškinja češljajući slučajno počupala groficu. Elizabeta ju je udarila jako, do krvi. Krv mlade sluškinje zaprljala je grofičine ruke. Ovoj se učinilo da je njena koža poprimila svježinu i mladost djevojke. Naredila je domaru i Thorku da raščereče sluškinju i iscjede njenu krv u veliki kotao. Elizabeta Bathory se okupala u kotlu punom krvi zbog ljepote vlastitog tijela.
Tijekom sljedećih deset godina sluge su dovodile nove djevojke za rituale i krvave kupke, a jedna je nesuđena žrtva pobjegla.

### Željezna djevica
Ubrzo, grofica je počela gristi svoje žrtve. Doslovno bi odgrizla dijelove mesa s njihovih vratova, obraza ili ramena. Krv je postala grofičina opsjednutost, a nastavila je mučiti svoje žrtve s žiletima, bakljama i vlastoručno načinjenim posebnim srebrnim pincetama.
Stigla je u dvorac unijeti i najokrutnije instrumente za mučenje. Slavni „robot“ poznat kao Željezna djeva bio je smješten u njezinoj sobi za mučenje. To je zapravo bila lutka ljudske veličine i boje, a imala je satni mehanizam. Gola, obojana, prekrivena draguljima s plavom kosom koja je sezala do poda imala je mehanički uređaj tako da je mogla micati oči i nasmiješiti se. Da bi proradila, bilo je nužno dotaknuti jedan od dragulja na njenoj ogrlici. Elizabeth bi poručila sluškinji da popravi dragulje na 'Željeznoj djevi', a kad bi se određeni dragulj pomaknuo, 'Djeva' bi ugrabila djevojku, šiljci bi izašli iz grudi, a djevojka bi ubrzo iskrvarila do smrti.
Grofica je dala napraviti jedan oblik 'željezne djevice', kutiju oblikovanu po ljudskom tijelu s oštrim šiljcima koji su stršali u unutrašnjost kutije. Mučitelj bi u kutiju zatvarao žrtvu, a kada bi zatvorio poklopac kutije, šiljci bi probili tijelo uzrokujući nevjerojatne boli i patnju te obilno krvarenje. Potom bi željeznu djevicu užad povukla u viseći položaj, a jedna od grofičinih sluškinja bakljom bi palila žrtvu te bi se ona vrpoljila u agoniji i sve jače nabijala na šiljke. Grofica bi sjedila ispod kaveza, a krv bi curila po njoj.
Sadističko i erotsko značenje ovih postupaka potvrđeno je činjenicom da je sprava za mučenje imala nacrtane stidne dlake i crvene bradavice. Postojali su i posebno konstruirani kanalići kojima je krv mogla istjecati, filtrirati se i sakupiti u posudu te pohraniti i kasnije koristiti za grofičine krvave kupke.
Kavez, prenizak da bi se u njemu stajalo, ali preuzak da bi se u njemu sjedilo bio je grofičina najdraža igračka. Kavez je imao mnoštvo šiljaka koji su ulazili u njega, a njihao bi se kako bi djevojke unutra ostale razderane u dijelove zbog šiljaka.

### Uhićenje i smrt
Tajna je procurila i vlast je saznala za grozote koje su se godinama odvijale u dvorcu Csetje. Mađarski kralj Matija naređuje grofu Cuyorgiju Thurzu, upravitelju provincije, da osvoji zamak. 30. prosinca 1610. godine Csetje pada i tamnice dvorca se otvaraju. U samom je dvorcu nađena jedna mrtva djevojka bez krvi, u podrumima nekoliko živih dok su ispod dvorca u katakombama nađeni ostaci 50 žrtava.

Elizabeta je stavljena u kućni pritvor, a suđenje je održano 1611. godine u Bitcsu. Grofica je odbila priznati krivnju ili tvrditi nevinost. Potpuni prijepis suđenja danas postoji sačuvan u Mađarskoj. Domar Ivan Ujvary svjedočio je o umorstvu 37 neudanih djevojaka od kojih je šest on sam doveo u dvorac. Žrtve su bile zavezane i rasječene škarama. Elizabetina dadilja je posvjedočila o mučenju i umorstvu 40 djevojaka.
Svi umiješani u ubojstva osim grofice i vještica su pogubljeni. Sud nikada nije osudio Elizabetu Bathory za zločine. Grofica je živa zazidana u zamku, ostavljena je samo mala rupa kroz koju joj je davana hrana. Godine 1614. jedan od stražara poželio je vidjeti tu poznatu ljepoticu i našao je mrtvu.